# 日本流行文化在中国大陆
日本流行文化对中国文化有着重大影响，尤其是在21世纪。日本动画、日剧、特摄、漫画、偶像文化、綜藝節目和电子游戏流入中国内地，提高了中国人对日本流行文化的认识，这对中国内地流行文化产生了重大影响，例如内地国产动漫也受到了此影响。
尽管日本和中国的关系在历史上一直處於紧张狀態，但日本流行文化在中国的流行一直是缓解紧张局势的一种手段。可由于中日关系多变，故流行文化传播能否进行可视为中日关系的晴雨表。

## 概述
日本作为亚洲仅有的发达国家，长期以来对亚洲其他地区发挥着影响力。尤其是在日本大眾文化在东亚传播之后，日本的漫画、动漫、流行音乐和电视剧等都大受欢迎。日本发现大众文化产业的商业价值在不断提升，而且可以为资本的积累提供很大的帮助。因此，日本开始尽力推动大众文化产业。尽管中国内地作为日本曾经侵略过其中一些国家而反日情绪强烈，但也有很多人对日本大众文化十分欢迎，特别是年轻一代的人。中国内地青少年被定义为这个产业最受众群体之一，他们对新鲜事物的热情并不会过多关注，也不会去深究这类消费品的来源和历史。因此，日本大众文化产业在内地青少年中产生了很大的影响。

## 漫画
一词最初是18世纪中国文人画中使用的术语。19世纪末，它以“manga”的形式在日本流行起来。1925年，丰子恺在《文学周报》上发表了一系列政治漫画《子恺漫画》，重新将这个词以现代意义引入汉语。尽管此前也存在除之外的术语，但该出版物优先于许多其他关于漫画艺术的描述，并且成为所有中国漫画材料的通用术语。

## 动画
2011年，中国青青树动漫推出《魁拔》，该片借鉴了日本“热血”风格，刷新了观众对中国动画的认知。《魁拔》获得了评论界的一致好评，但商业上却不如预期。据悉，《魁拔》的制作过程中，首席执行官吴翰清曾获得清华大学一家风险投资基金的少数股权资助。该片是第一部进入日本市场的中国大型动画片。

## 音乐
日本流行音樂在中国听众中的人气也日益高涨。这些歌姬包括滨崎步、仓木麻衣、中岛美嘉。这些表演者的人气逐年高涨，他们至少两次在中国内地巡演，在北上广深等大城市的小场所演出，每次都不断扩大他们的粉丝群。中国藏族歌姬阿兰·达瓦卓玛于2007年发行了首张日语单曲，她的单曲《明日赞歌》荣登日本公信榜周榜最高排位第69位。GLAY于2002年末举行北京演唱会，不过因翻唱《歌声与微笑》曾赔谷建芬版权费。早安家族、AKB48集团和坂道系列等日本女子偶像家族现在借助互联网在中国变得家喻户晓。同样在2011年，颇具影响力的男子偶像组合SMAP进行了他们的首次来中国演出，大部分场次门票全部售罄。此外，日本女子组合AKB48的制作人秋元康也在上海成立姊妹团体SNH48，并派原AKB48成员到中国内地指导当地的成员，进一步扩大了日本偶像文化的影响力。而杰尼斯已故创始人约翰尼·喜多川曾在2012年5月3日向媒体表示他将启动“熊猫计划”并进军中国市场，并会在接下来的杰尼斯舞台剧中启用中国籍的小杰尼斯。但最后因日本政府购买钓鱼岛事件宣告搁浅。

## 电子游戏
2019年4月18日，腾讯在广东省文化和旅游厅申请的《新 超级马力欧兄弟U 豪华版》过审，预示腾讯获得了中国大陆行货版任天堂Switch的代理销售权。同日华尔街日报对任天堂进行的采访中确认了这一消息。
同年4月26日，任天堂和腾讯分别正式公开了任天堂Switch由腾讯代理进入中国的消息，這是任天堂繼神游之後，暌違多年再度重回中國大陸的巨大市場，也是騰訊首次接觸主機市場。同時是中日關係中，任天堂首次進入中國。